# Bayerische Rübe
Die Bayerische Rübe ist ein Abkömmling des Rübsens (Brassica rapa) und eng verwandt mit der Mairübe und der Herbstrübe.

## Beschreibung
Die Bayerische Rübe ist die Rübenform des Rübsen (Brassica rapa subsp. rapa) und eng verwandt mit der Herbst-, Wasser-, Halm- oder Stoppelrübe. Die Samen sind wie bei anderen Brassica-Arten rund und rötlichbraun bis schwarz. Die Blüten sind gelb, ähnlich denen des Rübsen, die Blätter stark geteilt. Sie hat eine weiße, beige bis schwarze Rübenhaut und ein weißes, festes, beim Kochen nicht zerfallendes Rübenfleisch, das würzig schmeckt. Becker-Dillingen beschreibt die Wurzel als 15–18 cm lang und 5 cm dick und oft recht verzweigt. Die Blütenbildung wird bei üblichem Anbau, Aussaat auf abgeerntete Getreidefelder, durch winterlichen Kältereiz (Vernalisation) eingeleitet.

## Geschichte
Die früheste Erwähnung findet die Bayerische Rübe wahrscheinlich bereits 1276 im Augsburger Stadtbuch, wo sie aber nicht explizit so genannt wird. Noch bis Ende des 19. Jahrhunderts durfte in keinem Kochbuch ein Rezept mit dieser Rübe fehlen. So auch im Vollständiges Nürnbergisches Kochbuch von 1691. In jüngster Zeit (ab 2001) wurde sie wiederentdeckt und von Haseloff durch eine Diplomarbeit untersucht.

## Anbau und Ernte
Die Bayerische Rübe wird außer im Hausgarten nur noch von einzelnen Betrieben kommerziell im Dachauer und Freisinger Raum angebaut. Die Produzenten vermehren das Saatgut selbst. Während der Dachauer Rübenwochen werden sie jährlich in dortigen Gaststuben als traditionelle Gerichte angeboten.

## Verwendung
Verwendet wird nur die Rübe. Eins der bekanntesten Rezepte ist der sogenannte „Bayerische Rübentauch mit Schmalznudel“. Dazu werden die Rüben zunächst gesäubert und geschält. Anschließend werden sie in Fetten gedünstet oder salziger Brühe mit Bierzusatz gedämpft. Wenn sie gar sind, fügt man braune Einbrennsauce dazu und lässt sie nochmals kochen. Diese Sauce (fast eine Suppe) dient dann als Tunke für die Schmalznudel.